# Klin (Pniewo-Czeruchy)
Klin – część wsi Pniewo-Czeruchy (do 14 lutego 2002 gajówka) w Polsce, położona w województwie mazowieckim, w ciechanowskim, w gminie Regimin.